# World Professional Darts Championship 1988
De Embassy World Professional Darts Championship 1988 was de 11e editie van het internationale dartstoernooi World Professional Darts Championship georganiseerd door de BDO en werd gehouden van 9 januari 1988 tot en met 17 januari 1988 in het Engelse Frimley Green.

## Prijzengeld
Het totale prijzengeld bedroeg £71.600,- (plus £52.000 voor een 9-darter (niet gewonnen)) en was als volgt verdeeld:
| Plaats                | Prijzengeld |
| --------------------- | ----------- |
| Winnaar               | £16.000     |
| Runner-up             | £8.000      |
| Halvefinalist         | £4.000      |
| Kwartfinalist         | £2.200      |
| 2e ronde              | £1.600      |
| 1e ronde              | £1.000      |
| Niet-gekwalificeerden | £250        |

Degene met de hoogste check-out (uitgooi) kreeg £1.000:
- onbekend

## Alle wedstrijden

### Voorronde (best of 3 sets)
| Ellis Elsevijf        | Nederland     | - | Johnny Deley        | België        | 1 - 2 |
| Russell Stewart       | Australië     | - | Avtar Gill          | Canada        | 2 - 0 |
| Bert Vlaardingerbroek | Nederland     | - | Jim Damore          | USA           | 2 - 0 |
| Fred McMullan         | Noord-Ierland | - | Colin Bourgaize     | Jersey        | 2 - 1 |
| Tapani Uitos          | Finland       | - | Kurt Dumarey        | België        | 2 - 0 |
| Alan Glazier          | Engeland      | - | Peter Evison        | Engeland      | 0 - 2 |
| Magnus Caris          | Zweden        | - | Frank Palko         | Australië     | 2 - 1 |
| Rick Ney              | USA           | - | Tom Kirby           | Ierland       | 2 - 1 |
| Chris Johns           | Wales         | - | Chris Whiting       | Engeland      | 2 - 0 |
| Dennis Hickling       | Engeland      | - | Graham Colsell      | Jersey        | 2 - 1 |
| Horrie Seden          | Australië     | - | Andree Bomander     | Zweden        | 2 - 0 |
| Stefan Lord           | Zweden        | - | Robert-Steve Davies | Hongkong      | 2 - 1 |
| Paul Lim              | Singapore     | - | Chris Parsonson     | Hongkong      | 2 - 0 |
| Robbie Widdows        | Engeland      | - | Keith Deller        | Engeland      | 1 - 2 |
| Paul Reynolds         | Engeland      | - | Paul Shek           | Hongkong      | 2 - 0 |
| Lars Erik Karlsson    | Zweden        | - | Louis Doherty       | Noord-Ierland | 2 - 0 |
| Tony Payne            | USA           | - | Terry Collins       | Engeland      | 2 - 1 |
| Danny MacInnis        | Canada        | - | Jerry Umberger      | USA           | 2 - 0 |
| Terry O'Dea           | Australië     | - | Bob Renard          | België        | 2 - 1 |
| Arnie Bunn            | Engeland      | - | Gerald Verrier      | USA           | 2 - 0 |
| Ritchie Gardner       | Engeland      | - | Alain Vecellio      | Frankrijk     | 2 - 0 |
| Tony Jenkinson        | Engeland      | - | Ray Farrell         | Noord-Ierland | 1 - 2 |
| Robert MacKenzie      | Schotland     | - | Kendy Lo            | Hongkong      | 2 - 0 |
| Alan Evans            | Wales         | - | Charlie Maxwell     | Noord-Ierland | 2 - 1 |

### Eerste ronde (best of 5 sets)
| Russell Stewart | Australië     | - | Johnny Deley          | België        | 3 - 1 |
| Bob Anderson    | Engeland      | - | Bert Vlaardingerbroek | Nederland     | 3 - 1 |
| Fred McMullan   | Noord-Ierland | - | Tapani Uitos          | Finland       | 3 - 0 |
| Peter Evison    | Engeland      | - | Dave Whitcombe        | Engeland      | 3 - 1 |
| Rick Ney        | USA           | - | Magnus Caris          | Zweden        | 3 - 1 |
| Chris Johns     | Wales         | - | Mike Gregory          | Engeland      | 3 - 0 |
| Dennis Hickling | Engeland      | - | Robert MacKenzie      | Schotland     | 3 - 2 |
| Bob Sinnaeve    | Canada        | - | Horrie Seden          | Australië     | 3 - 2 |
| Paul Lim        | Singapore     | - | Stefan Lord           | Zweden        | 3 - 0 |
| John Lowe       | Engeland      | - | Keith Deller          | Engeland      | 3 - 1 |
| Paul Reynolds   | Engeland      | - | Lars Erik Karlsson    | Zweden        | 3 - 0 |
| Cliff Lazarenko | Engeland      | - | Tony Payne            | USA           | 3 - 1 |
| Alan Evans      | Wales         | - | Danny MacInnis        | Canada        | 3 - 0 |
| Jocky Wilson    | Schotland     | - | Terry O'Dea           | Australië     | 3 - 1 |
| Ritchie Gardner | Engeland      | - | Arnie Bunn            | Engeland      | 3 - 0 |
| Eric Bristow    | Engeland      | - | Ray Farrell           | Noord-Ierland | 3 - 1 |

### Tweede ronde (best of 5 sets)
| Russell Stewart | Australië     | - | Bob Anderson    | Engeland  | 0 - 3 |
| Fred McMullan   | Noord-Ierland | - | Peter Evison    | Engeland  | 0 - 3 |
| Rick Ney        | USA           | - | Chris Johns     | Wales     | 3 - 1 |
| Dennis Hickling | Engeland      | - | Bob Sinnaeve    | Canada    | 3 - 0 |
| Paul Lim        | Singapore     | - | John Lowe       | Engeland  | 1 - 3 |
| Paul Reynolds   | Engeland      | - | Cliff Lazarenko | Engeland  | 3 - 2 |
| Alan Evans      | Wales         | - | Jocky Wilson    | Schotland | 2 - 3 |
| Ritchie Gardner | Engeland      | - | Eric Bristow    | Engeland  | 0 - 3 |

### Kwartfinale (best of 7 sets)
| Bob Anderson | Engeland  | - | Peter Evison    | Engeland | 4 - 0 |
| Rick Ney     | USA       | - | Dennis Hickling | Engeland | 4 - 1 |
| John Lowe    | Engeland  | - | Paul Reynolds   | Engeland | 4 - 3 |
| Jocky Wilson | Schotland | - | Eric Bristow    | Engeland | 2 - 4 |

### Halve finale (best of 9 sets)
| Bob Anderson | Engeland | - | Rick Ney     | USA      | 5 - 0 |
| John Lowe    | Engeland | - | Eric Bristow | Engeland | 5 - 2 |

### Finale (best of 11 sets)
| Bob Anderson | Engeland | - | John Lowe | Engeland | 6 - 4 |

World Cup Darts (WDF)

1977 · 1979 · 1981 · 1983 · 1985 · 1987 · 1989 · 1991 · 1993 · 1995 · 1997 · 1999 · 2001 · 2003 · 2005 · 2007 · 2009 · 2011 · 2013 · 2015 · 2017 · 2019 · 2021 · 2023
World Darts Championship (BDO)

1978 · 1979 · 1980 · 1981 · 1982 · 1983 · 1984 · 1985 · 1986 · 1987 · 1988 · 1989 · 1990 · 1991 · 1992 · 1993 · 1994 · 1995 · 1996 · 1997 · 1998 · 1999 · 2000 · 2001 · 2002 · 2003 · 2004 · 2005 · 2006 · 2007 · 2008 · 2009 · 2010 · 2011 · 2012 · 2013 · 2014 · 2015 · 2016 · 2017 · 2018 · 2019 · 2020
World Darts Championship (PDC)

1994 · 1995 · 1996 · 1997 · 1998 · 1999 · 2000 · 2001 · 2002 · 2003 · 2004 · 2005 · 2006 · 2007 · 2008 · 2009 · 2010 · 2011 · 2012 · 2013 · 2014 · 2015 · 2016 · 2017 · 2018 · 2019 · 2020 · 2021 · 2022 · 2023 · 2024 · 2025
World Darts Championship (WDF)

2022 · 2023 · 2024
World Seniors Darts Championship (WSDT)

2022 · 2023 · 2024 · 2025